# The Verdict (1946)
The Verdict is een Amerikaanse film noir uit 1946 onder regie van Don Siegel. Het scenario is gebaseerd op de roman The Big Bow Mystery (1892) van de Britse auteur Israel Zangwill. 

## Verhaal
In 1890 moet inspecteur George Edward Grodman van Scotland Yard een stap opzij zetten, omdat hij een onschuldige man ter dood heeft veroordeeld. Om zijn opvolger John Buckley in opspraak te brengen doet de op wraak beluste inspecteur een beroep op zijn vriend Victor Emmric. 

## Rolverdeling
| Acteur             | Personage             |
| ------------------ | --------------------- |
| Sydney Greenstreet | George Edward Grodman |
| Peter Lorre        | Victor Emmric         |
| Joan Lorring       | Lottie Rawson         |
| George Coulouris   | John R. Buckley       |
| Rosalind Ivan      | Vicky Benson          |
| Paul Cavanagh      | Clive Russell         |
| Arthur Shields     | Dominee Holbrook      |
| Morton Lowry       | Arthur Kendall        |
| Holmes Herbert     | William Dawson        |
| Art Foster         | Warren                |
| Clyde Cook         | Barney Cole           |